# Пригоди Оззі та Гаррієт
«Приго́ди О́ззі та Га́ррієт» (англ. The Adventures of Ozzie and Harriet) — тривалий американський ситком, який транслювався на каналі ABC протягом чотирнадцяти сезонів — із 3 жовтня 1952 року по 23 квітня 1966 року. Комедійне реаліті-шоу, головні ролі в якому виконував сімейний дует Оззі та Гаррієт Нельсон, розповідало про життя їхньої родини, стосунки із синами Девідом та Ріком і сусідом Торні (актор Дон ДеФор).

## Створення
Попередником ситкому стало радіошоу «Пригоди Оззі та Гаррієт», що стартувало 1944 року, складалося із 402 епізодів і тривало до 1954 року.
У 1952 році компанія ABC запустила паралельне телевізійне шоу як конкурента телепрограмам CBS і NBC. За час показу в 1952—1966 рр. вийшло 425 серій ситкому.

## Рекорди
У 1962 році шоу стало першою «сценарною» програмою, яка подолала десятирічний рубіж в етері. На 2020 рік шоу разом із «У Філадельфії завжди сонячно» поділяє рекорд найтривалішого ситкому в історії американського телебачення.

## Синдикація та спін-офф
Одразу після завершення прем'єрного показу телешоу на ABC воно перемістилося в телевізійну синдикацію (англ. broadcast syndication), постійно залишаючись в етері каналів-партнерів. У 1973—1974 роках був випущений недовготривалий спін-офф «Дівчата Оззі» (англ. Ozzie's Girls).

## Культурний вплив
«Пригоди Оззі та Гаррієт» стали одним із культових телешоу ABC та символом ідеального американського сімейного життя 1950-х років. У США епізоди 1952—1964 років перейшли до суспільного надбання.

## Визнання критиками
Незважаючи на комерційний та глядацький успіх, «Пригоди Оззі та Гаррієт» ніколи не потрапляли до верхніх сходинок рейтингів телешоу; серед значних офіційних відзнак ситкому також лише три номінації на премію «Еммі»: 1953 — в категорії «Найкращий ситком» та 1955 — художній керівник (Френк Дюрлауф) і актор другого плану (Дон ДеФор). У 2006 році брати Девід і Рікі Нельсон номіновані на премію «TV Land» як «Улюблені співочі брати».